# Schlesische Franziskanerprovinz

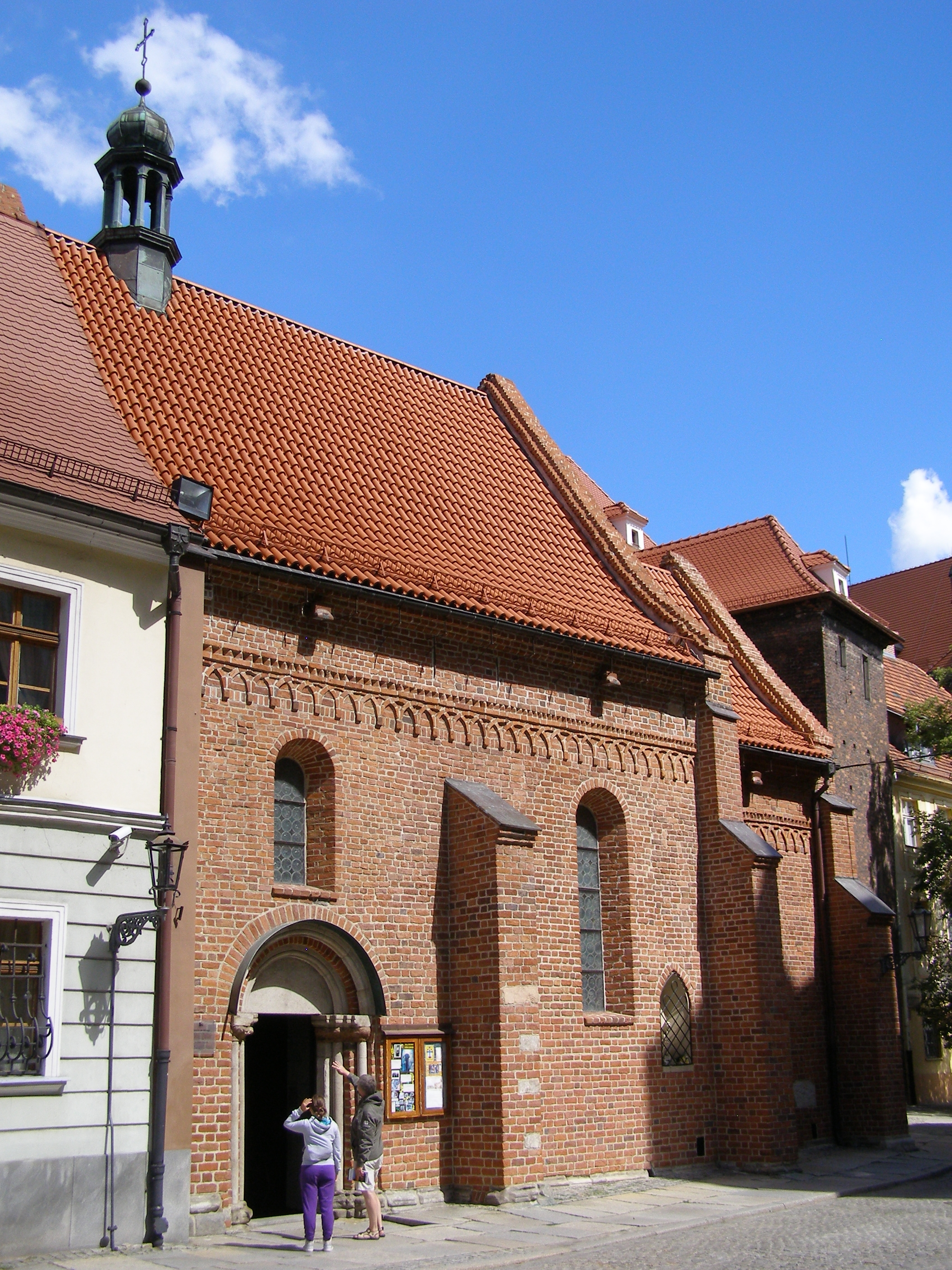
Ägidiuskirche in Breslau, Franziskanerkirche ab 1888

Die Schlesische Franziskanerprovinz von der heiligen Hedwig („Silesia“) war eine Ordensprovinz der Franziskaner. Sie bestand von 1755 bis etwa 1810 und dann wieder von 1911 bis 1992.

## Entstehung und Entwicklung bis zum Zweiten Weltkrieg

### Erste Provinz (ab 1755)
Bereits vor der Säkularisation hatte es in Schlesien eine Franziskanerprovinz gegeben: Am 22. Januar 1755 waren die Konvente in Breslau (St. Antonius), Glatz, Glogau, Goldberg, Jauer, Leobschütz, Liegnitz, Namslau, Neiße und Ratibor von der Ordensleitung aus der Böhmischen Ordensprovinz herausgelöst und als „Provinz zur heiligen Hedwig“ konstituiert worden, die aber infolge der Klosterschließungen im Zuge der Säkularisation nur bis etwa 1810 bestand.

### Klostergründungen im 19. Jahrhundert durch die Sächsische Provinz

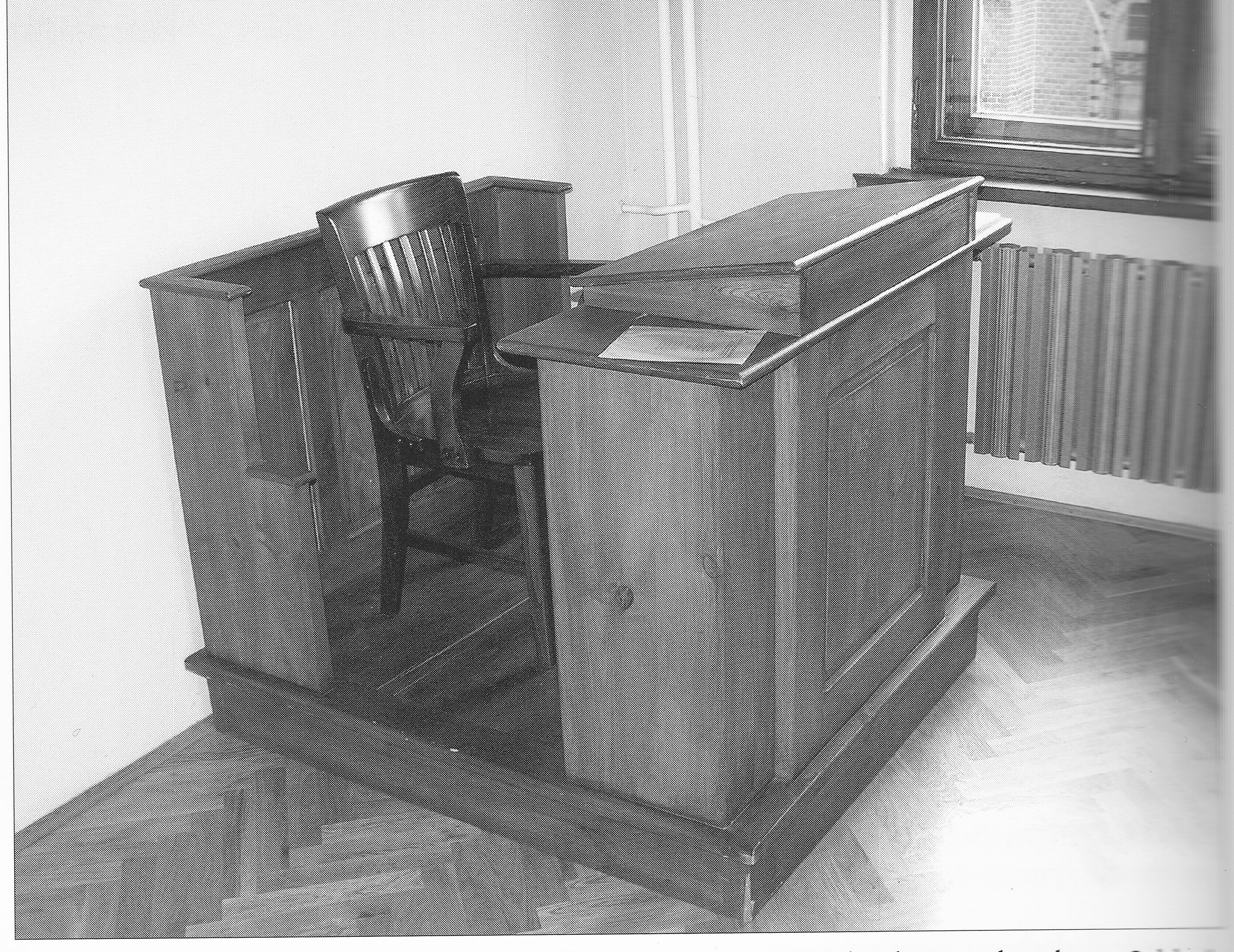
Katheder im Studienhaus Breslau-Carlovitz (2005)

In der zweiten Hälfte des 19. Jahrhunderts gründete die Sächsischen Franziskanerprovinz vom Heiligen Kreuz (Saxonia)  mehrere Niederlassungen in Schlesien (Silesia) wieder oder erstmals. Es waren die Konvente St. Annaberg (entstanden 1859) und Breslau-Carlowitz (1897) sowie die Residenzen Neustadt (Oberschlesien) (1863) mit dem Hospiz auf dem dortigen Kapellenberg (1869), St. Aegidien in Breslau (1889) und Neiße (1900). In St. Annaberg bestand von 1860 bis 1863 ein Noviziat und ab 1870 ein Kolleg für Ordensaspiranten. In dem neu erbauten Konvent in Breslau-Carlowitz wurde ein philosophisch-theologisches Studium zur Ausbildung des Priesternachwuchses eingerichtet, das später nach Glatz verlegt wurde. Zahlreiche Mitglieder der Ordensprovinz, die aus Schlesien stammten, beherrschten auch die polnische Sprache, so dass die deutschen Bischöfe die Seelsorge an den polnischen Arbeitern im Ruhrgebiet 1893 der Sächsischen Franziskanerprovinz übertrugen. Das weiträumige Kloster und die Kirche in Neiße wurden 1902–1905 vom Laienbruder Mansuetus Fromm als Architekt gebaut; für die Ausstattung erhielten einige Laienbrüder eigens eine Fachschulausbildung als Möbelschnitzer und Bildhauer.

### Loslösung von der Sächsischen Provinz

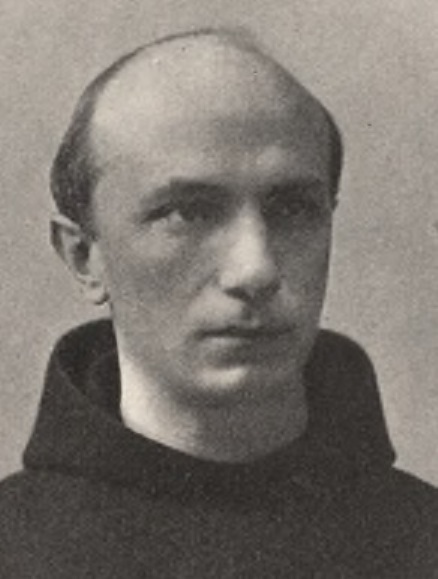
Kustos Christian Kosubek

Am 4. Oktober 1902 wurden die fünf in Schlesien gelegenen Franziskanerklöster der Sächsischen Provinz mit 100 Mitgliedern (42 Patres, 16 Kleriker und 42 Laienbrüder) zu einer selbständigen Kustodie von der hl. Hedwig innerhalb der Saxonia zusammengeschlossen, da unter den schlesischen Brüdern der Saxonia in den entfernt liegenden Niederlassungen der Wunsch nach einer größeren Unabhängigkeit von der Mutterprovinz entstanden war. Ihr sollten alle Brüder angehören, die in den Diözesen Breslau, Gnesen-Posen, Kulm und Olmütz geboren waren. Erster Kustos wurde P. Alardus Wiertelarz, gefolgt ab 1905 von P. Christian Kosubek. Bereits 1893 hatte das Halbkapitel der Saxonia für diese Klöster einen Provinzialkommissar mit Oberenfunktionen bestimmt; das Provinzkapitel hatte am 15. September 1897 die Errichtung eines Kommissariats beschlossen. Der Breslauer Bischof Kardinal Georg von Kopp hatte Bedenken gegen die Trennung der schlesischen Franziskaner von der Mutterprovinz, während die Ordensleitung in Rom nach einer Visitation im Jahr 1900 die Selbständigkeit befürwortete.
Das Patronat ist auf die heilige Hedwig von Andechs, Herzogin von Schlesien, bezogen, die in Trebnitz begraben liegt und in Schlesien besonders verehrt wird.
Am 11. November 1911 wurde die Kustodie von der Ordensleitung zur selbständigen Schlesischen Provinz von der Hl. Hedwig erhoben. Sie umfasste sechs Konvente, eine Residenz und ein Hospiz. Im Juni 1912 hatte sie 199 Mitglieder, darunter 54 Patres, 44 Kleriker, 55 Laienbrüder, 11 Novizen und 35 Brüderkandidaten. In den folgenden Jahrzehnten gründete sie mehrere Niederlassungen.
Nach der Teilung Oberschlesiens 1922 entstand in Ostoberschlesien eine neue polnische Ordensprovinz, der einige Klöster der Silesia zugeordnet wurden.

## Geschichte ab 1945

### Westverlagerung
Nach Ende des Zweiten Weltkriegs gehörte das Provinzgebiet größtenteils zu Polen und entwickelte sich zu einer polnischen Provinz. Vom Annaberg waren die Franziskaner der Silesia 1941 von den Nationalsozialisten vertrieben worden; das Kloster wurde 1946 von polnischen Brüdern wieder besetzt. Das Hospiz auf dem Kapellenberg bei Neustadt war im März/April 1945 bei schweren Kämpfen zerstört worden.
Westlich der Oder-Neiße-Grenze war der Silesia nur der 1921 gegründete Konvent in Berlin-Pankow verblieben. Mehrere Brüder der Silesia schlossen sich einer der westdeutschen Ordensprovinzen an. Damit die Schlesische Provinz weiterbestehen konnte, überließ die Saxonia der Provinz  1946 das Kloster in Halle, und 1951 gründete die Silesia eine Niederlassung in Görlitz-Weinhübel, 1957 eine in Dresden-Klotzsche, wo sie schon seit 1945 in der Pfarrseelsorge tätig war. In der Bundesrepublik Deutschland lagen die Klöster in Hannover-Kleefeld und Ottbergen (Schellerten), die der Silesia 1946 von der Thüringischen Franziskanerprovinz überlassen worden waren, ferner in Hildesheim (bis 1987) und Berlin-Tempelhof sowie zwei Pfarrkonvente in Goslar-Grauhof (seit 1946) und seit 1960 Göttingen-Weende. Sitz des Provinzialats der Silesia war nach dem Zweiten Weltkrieg Hannover-Kleefeld, ab 1967 das neugebaute Kloster in Berlin-Tempelhof. Durch die Isolierung von ihrem ehemaligen Provinzgebiet und wegen der gebietsmäßigen Überlagerung mit der Saxonia fehlte zunehmend der Nachwuchs, so dass die Schlesische Provinz aus Personalmangel nach und nach Standorte wieder aufgeben musste: Schule und Internat in Ottbergen 1971, das seit 1953 bestehende Schülerheim in Hildesheim 1973, Klotzsche und Goslar-Grauhof 1975, Göttingen-Weende 1982.
Ab 1960 beteiligte sich die Schlesische Provinz an der Gründung eines interprovinziellen Studiums der deutschen Franziskanerprovinzen für den Ordensnachwuchs in Münster und München und 1971 an der Gründung der Philosophisch-Theologischen Hochschule Münster.

### Folgen der deutschen Teilung
Von der deutschen Teilung war die Silesia stark betroffen, wie auch die Saxonia. Der Kontakt der Provinzleitungen, die in Werl bzw. Hannover ansässig waren, mit ihren Niederlassungen im Gebiet der DDR war zunehmend erschwert und seit dem Mauerbau 1961 nahezu unmöglich. Am 28. März 1955 richteten die Sächsische und die Schlesische Provinz ein gemeinsames Noviziat in  Dingelstädt ein. 1973 wurden die auf dem Gebiet der DDR liegenden Klöster der Saxonia und der Silesia von der Ordensleitung zu einer Föderation zusammengeschlossen, aus der 1980 eine Vikarie und 1987 eine Vizeprovinz innerhalb der Saxonia wurde. Von den 50 Franziskanern in der DDR gehörten 1970 19 der Saxonia und 31 der Silesia an. Der in der Bundesrepublik gelegene Westteil der Schlesischen Provinz wurde von der Ordensleitung in Rom auf einen Beschluss des Ordenskapitels der Silesia hin mit Wirkung zum 1. Januar 1980 vollständig von der Provinz abgetrennt und zur „Schlesischen Kustodie von der Hl. Hedwig“ umgewandelt, abhängig von der Sächsischen Franziskanerprovinz vom Hl. Kreuz. Das Kapitel dieser Kustodie beschloss dann bereits im Januar 1983 die völlige Eingliederung der Westklöster in die Sächsische Provinz, die 1986 mit Wirkung zum 1. Januar 1987 vollzogen wurde.
Die Vizeprovinz in der DDR wurde mit den Häusern in Berlin-Pankow, Dingelstädt, Halberstadt, Halle und Hülfensberg am 1. Januar 1992 in die Saxonia eingegliedert; 1989 war das Kloster in Görlitz-Weinhübel von polnischen Franziskanern der Breslauer Provinz übernommen worden. Seitdem bestand die Schlesische Franziskanerprovinz nicht mehr.

## Polnische Franziskanerprovinz von der hl. Hedwig
Die nach dem Zweiten Weltkrieg in Schlesien entstandene Ordensprovinz Prowincja Świętej Jadwigi Zakonu Braci Mniejszych („Provinz des Minderbrüderordens von der heiligen Hedwig“) in Schlesien mit Sitz in Breslau hat mit der heiligen Hedwig das Patronat der Schlesischen Provinz fortgeführt. Sie übernahm gegen Ende des 20. Jahrhunderts mehrere Niederlassungen in Deutschland (nach Görlitz-Weinhübel auch Marienweiher) und fasste ihre in Deutschland tätigen Brüder 2006 in Gößweinstein zur „Delegatur der Breslauer Franziskanerprovinz von der Hl. Hedwig e.V." Breslauer Franziskanerprovinz von der Hl. Hedwig“ mit Sitz in Marktleugast-Marienweiher zusammen. Sie hat heute 26 Niederlassungen in Arendal (Norwegen), Falconara Marittima und Osimo bei Ancona (Italien), Görlitz (St. Johannes und St. Franziskus Weinhübel), Gößweinstein, Grafrath, Marienweiher, Borki Wielkie (Olesno, Diözese Opole), Duszniki-Zdrój, Gliwice/Gleiwitz, St. Annaberg, Breslau, Głubczyce (Leobschütz), Kłodzko/Glatz und weiteren Orten in Polen.

## Provinzialminister
1951–1961 P. Lucius Teichmann (Provinz-Delegat, * 21. Januar 1905; † 8. März 1996)
...
1973– P. Petrus Kujawa (* 20. März 1935 in Berlin; † 28. Juli 2018 in Dortmund)

## Bekannte Mitglieder
- Chrysogonus Reisch
- Placidus Sczygiel (* 4. September 1879 in Bogutschütz (Oberschlesien); † 11. Dezember 1943 KZ Dachau)[17]